# Tarık Tekdal
Tarık Tekdal (* 15. November 1990 in Düzce) ist ein türkischer Fußballspieler.

## Karriere
Tekdal erlernte das Fußballspielen u. a. in den Nachwuchsabteilungen der Vereine Düzce GSK, Düzce Belediyespor und Beykozspor und begann im Sommer 2009 beim Letzterem seine Profikarriere. Hier eroberte er sich erst im Laufe der Saison 2009/10 einen Stammplatz und wurde in der Saison 2010/11 mit 12 Ligatoren auch der erfolgreichste Torschütze seiner Mannschaft.
Nachdem der Istanbuler Traditionsklub Beykozspor zum Saisonende 2010/11 den Klassenerhalt verfehlte und zum ersten Mal in seiner Historie in die Amateurliga absteigen musste, wechselte Tekdal innerhalb der 4. türkischen Liga zu Erzurum Büyükşehir Belediyespor. Mit diesem Wechsel bedann auch Tekdal fortan überwiegend als Innenverteidiger zu spielen, obwohl er bei Beykozspor als Offensivspieler eingesetzt wurde. Nach einer einsaisonalen Periode bei Erzurum BB und einer weiteren bei Kahramanmaraş Belediyespor heuerte er im Sommer 2013 zum Istanbuler Viertligisten an. In seiner ersten Saison stieg er mit diesem Klub als Meister der TFF 3. Lig in die TFF 2. Lig auf und zwei Spielzeiten später als Meister der TFF 2. Lig und das erste Mail in der Vereinsgeschichte in die TFF 1. Lig.

## Erfolge
Mit Ümraniyespor
- Meister der TFF 3. Lig und Aufstieg in die TFF 2. Lig: 2013/14
- Meister der TFF 2. Lig und Aufstieg in die TFF 1. Lig: 2015/16